# Nena von Schlebrügge
Birgitte Caroline von Schlebrügge (Ciudad de México, 8 de enero de 1941) conocida simplemente como Nena von Schlebrügge o Nena Thurman, es una modelo y actriz suecoalemana. Comenzó su carrera como modelo de alta costura en Londres en 1957 y continuó en la ciudad de Nueva York en 1958 en la Agencia de Modelos Ford. En Nueva York trabajó en Vogue y Harper's Bazaar.
Estuvo casada brevemente con el escritor estadounidense Timothy Leary (desde 1964 hasta 1965). Después de casarse con el erudito budista Robert Thurman en 1967, adoptó el nombre de Nena Thurman. La actriz Uma Thurman es su hija, así como también es abuela de la actriz Maya Hawke.
Estudió para convertirse en psicoterapeuta y se desempeñó como directora general del Tibet House US. Es la presidenta ejecutiva del retiro y spa de salud Menla en el norte del estado de Nueva York.

## Biografía

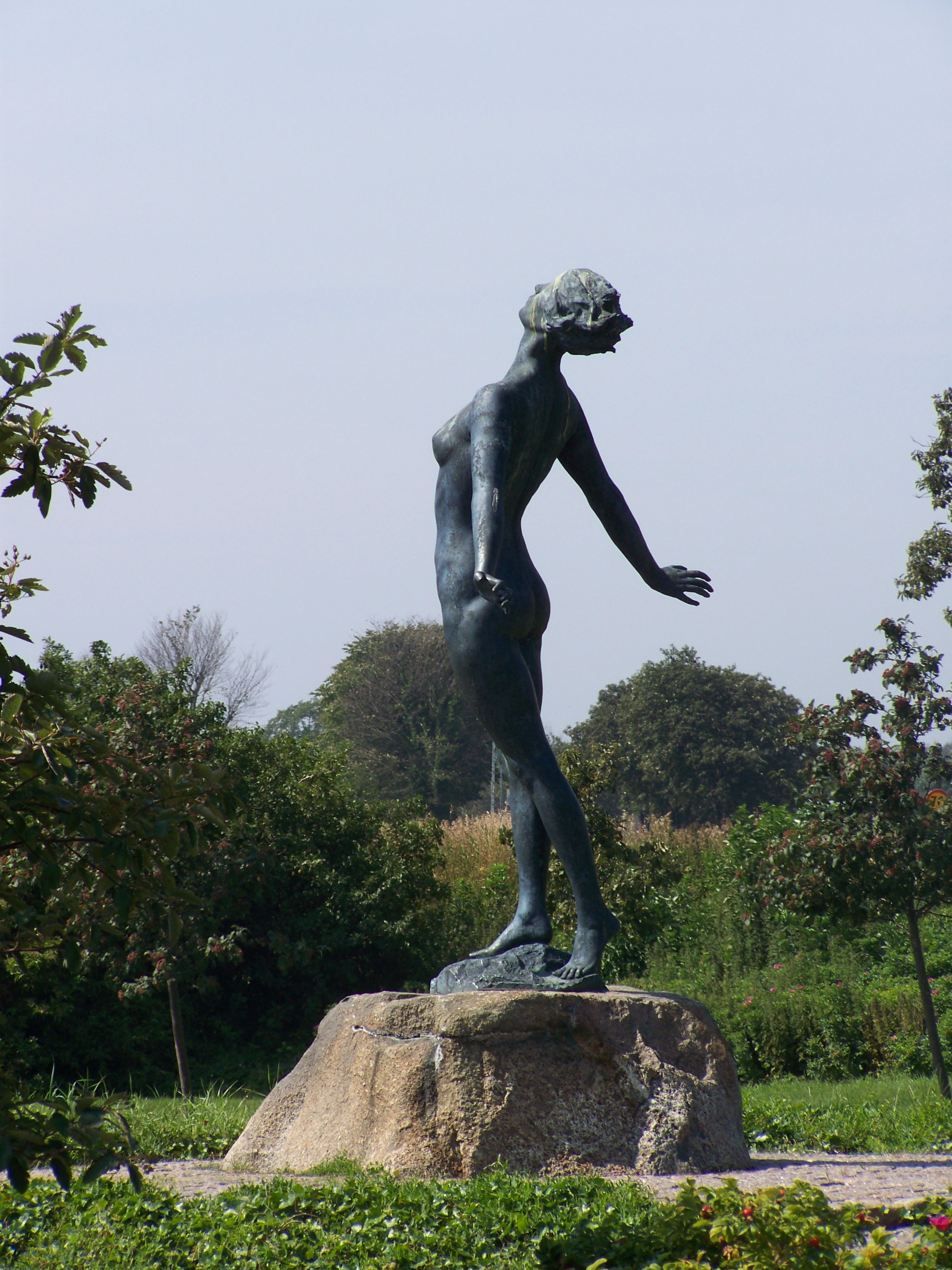
En esta escultura, llamada Famntaget (1930), la modelo fue Birgit Holmquist, madre de Nena von Schlebrügge y abuela de Uma Thurman.

Nena von Schlebrügge nació en la Ciudad de México. Es hija de madre sueca, Birgit Holmquist (1911–1973) y de padre alemán, Friedrich Karl Johannes von Schlebrügge (1886–1954), reconocido magnate y empresario. Durante la Segunda Guerra Mundial fue encarcelado por los nazis por proteger a sus amigos judíos. Birgit Holmquist se casó con él mientras estaba en prisión y usó sus privilegios como ciudadana sueca para sacarlo. La pareja se trasladó a México, donde Nena y su hermano Björn nacieron. La familia se refugio en Estados Unidos hasta el fin de la Segunda Guerra Mundial. Regresaron a Suecia, donde Nena y su hermano fueron criados. Ella cuenta con ciudadanía sueca y alemana
La madre de Nena posó como modelo para la escultura Famntaget de Axel Ebbe en 1930, ubicada cerca del puerto de Smygehuk en Suecia. Por parte de su padre, tiene una hermanastra mayor, que fue la abuela paterna del futbolista Max von Schlebrügge.

## Carrera

### Modelaje
En 1955, a los catorce años, Nena fue descubierta por el fotógrafo de Vogue Norman Parkinson cuando se encontraba en Estocolmo, Suecia. En 1957 Nena se mudó a Londres para desempeñar una carrera como modelo. Encontró el éxito inmediato y fue invitada a la ciudad de Nueva York por Eileen Ford de la Agencia de Modelos Ford para continuar su carrera allí.
En 1958, con apenas 17 años, llegó a la ciudad de Nueva York en el transatlántico Queen Mary. Allí continuó su carrera como top model, trabajando para Vogue y Harper's Bazaar. Fue fotografiada por una gran cantidad de fotógrafos de prestigio, incluyendo a Gleb Derujinsky.

### Actuación
En 1967 participó en la película de Edie Sedgwick Ciao! Manhattan. La película tardó cuatro años en rodarse y se hicieron cambios drásticos con respecto a la historia original, lo que obligó a los cineastas a eliminar muchas escenas, entre ellas la de Nena, rodada en 1967. Estas escenas eliminadas se pueden encontrar en la versión en DVD.

## Plano personal
Nena se casó con Timothy Leary en 1964 en la mansión Hitchcock Estate. Charles Mingus tocó el piano en la ceremonia. El matrimonio duró un año antes de que von Schlebrügge se divorciara de Leary en 1965. En 1967 se casó con el erudito budista Robert Thurman. Ese mismo año nació Ganden Thurman, primer hijo de la pareja. En 1970 nació su segunda hija, Uma Thurman, una reconocida actriz en la actualidad. La pareja tiene dos hijos más, Dechen (n. 1973) y Mipam (n. 1978).